# Everglades

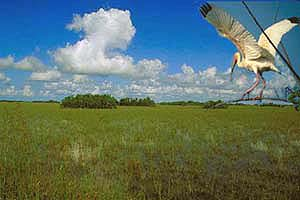
Everglades

Everglades är ett träskområde i Florida, USA. I områdets södra del ligger Everglades nationalpark, som ingår bland Unescos naturvärldsarv.
I Everglades anordnas turer med air boats. De drivs av en stor fläkt i aktern på båten för att kunna köras på grunda vatten, där en undervattenspropeller ej går att använda.
Everglades är en stor turistattraktion i området. Det är mest känt för de många alligatorer som lever i området. Everglades upplever ett brett spektrum av vädermönster, från frekventa översvämningar under den våta säsongen till torka under den torra säsongen. Under hela 1900-talet led Everglades betydande förlust av livsmiljöer och miljöförstöring.
Byggandet av en stor flygplats 10 km norr om Everglades nationalpark blockerades när en miljöstudie visade att det skulle allvarligt skada södra Floridas ekosystem.

## Shark River
En stor del av Everglades består av floden Shark River som flyter genom dalgången Shark Valley. Floden är mycket grund, på de flesta ställen kring en halvmeter eller grundare, och flyter mycket långsamt. Namnet kommer sig av att det runt flodens utlopp i Mexikanska Golfen samlas mycket fisk som drar till sig hajar. Det är svårt att med blotta ögat se att det är en flod, eftersom inte växtligheten påverkas nämnvärt tack vare det långsamma vattenflödet. 

## Shark Valley
Shark Valley är en dalgång som ligger mellan Floridas öst- och västkust. Höjdskillnaden mellan dalgångens djupaste punkt och de omgivande områdena är bara någon meter.
I Shark Valley ligger Shark Valley Visitors Center, som är den anläggning som allra mest förknippas med Everglades. Där finns bland annat en 24 km lång asfalterad vägslinga som leder rakt ut i träsket, samt ett utkikstorn beläget bredvid ett vattenhål. Här kan man cykla runt, eller åka på en guidad tur med det populära vägtåget. 